# 衡陽公主

## 简介
衡陽公主（?—?），唐高祖李渊第十四女，生母不明，生卒年不详。
驸马阿史那社尔，是突厥处罗可汗的儿子。夫妻二人死后，陪葬唐昭陵。

## 家庭

### 父亲
- 唐高祖李渊。

### 丈夫
- 阿史那社尔，突厥拓设，唐朝驸马都尉、镇军大将军、毕元公。

### 儿子
- 阿史那道真，官至左屯卫大将军，高宗咸亨元年（670年）随右威卫大将军薛仁贵征讨吐蕃，兵败大非川。